# The Right Hand - Lo stagista del porno
The Right Hand - Lo stagista del porno è una serie docu-reality canadese che segue la vita di Brandon MacIntosh, neolaureato di Ayr, Ontario, diventato assistente di produzione di Porno Dan, il proprietario della Immoral Productions, casa di produzione di film pornografici. 